# Crassula brevifolia
Crassula brevifolia (Harv., 1862) è una pianta succulenta appartenente alla famiglia delle Crassulaceae originaria delle Province del Capo (Sudafrica) e della Namibia.
L'epiteto specifico brevifolia deriva dal latino e significa "corta foglia", con riferimento alla forma delle foglie della pianta.

## Descrizione

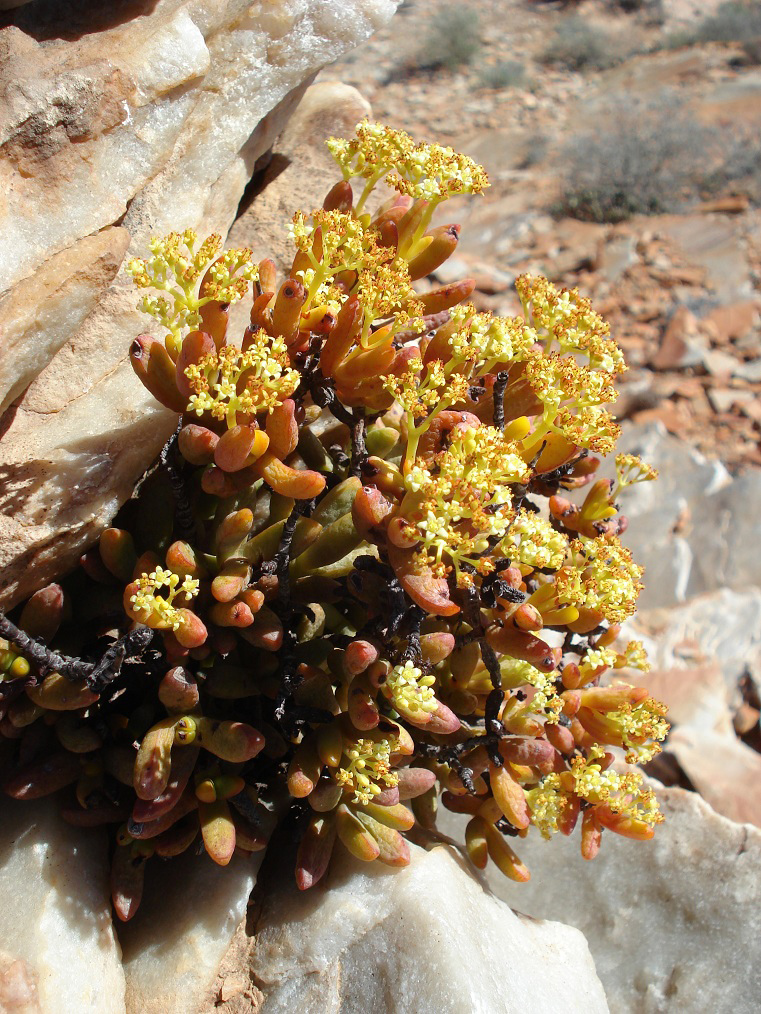
Esemplare di C. brevifolia in fiore.

C. brevifolia è una pianta perenne a portamento arbustivo, formata da numerosi steli che creano cespugli alti fino a 50 centimetri. Questi steli misurano fino a 6 millimetri in diametro ed i più vecchi assumono un aspetto legnoso, con un colore che da verde diventa bruno-rossastro. La pianta è ancorata al terreno grazie a fitte radici fascicolate
Le foglie sono di colore verde-giallastro, tendente al rosso se sottoposte ad una forte esposizione ai raggi solari, orientate verso l'alto e misurano tra i 10 e i 40 mm in lunghezza per 5–18 mm in larghezza. Hanno una forma da lineare ad ellittica, la pagina superiore piatta e quella inferiore da convessa a cimbiforme, e delle estremità acute.
L'infiorescenza a tirso, che si sviluppa tra marzo ed aprile, ha una forma arrotondata, è composta da dicasia ramificate irregolarmente ed è sorretta da un peduncolo lungo circa 4 cm, parzialmente coperto dalle foglie sottostanti e che presenta alcune brattee di forma triangolare lunghe circa 2 mm.
I fiori sono composti da alcuni sepali triangolari, lunghi circa 1,5 mm, e da una corolla tubolare che può essere di colore giallo, bianco o rossastro. I petali sono lunghi circa 5 mm, brevemente fusi tra loro alla base e dalla forma oblungo-ellittica. Gli stami portano delle antere di colore giallo oppure nero.

## Distribuzione e habitat
C. brevifolia è una specie diffusa nell'area compresa tra la Namibia meridionale e la fascia costiera di Provincia del Capo Occidentale e Provincia del Capo Settentrionale, in Sudafrica. Nello specifico, il suo areale si può delimitare tra il Namaqualand a nord e la cittadina di Vanrhynsdorp a sud.
Il suo habitat principale è la zona arida nota come Karoo succulento, dove la pianta è molto diffusa tra anfratti e spaccature nelle rocce.

## Tassonomia

### Sottospecie
Al momento, oltre alla pianta in sé, è accettata una sola sottospecie:
- Crassula brevifolia subsp. psammophila Toelken[12]

Per indicare la specie principale viene talvolta utilizzato il nome C. brevifolia subsp. brevifolia.

#### Crassula brevifoliasubsp.psammophila

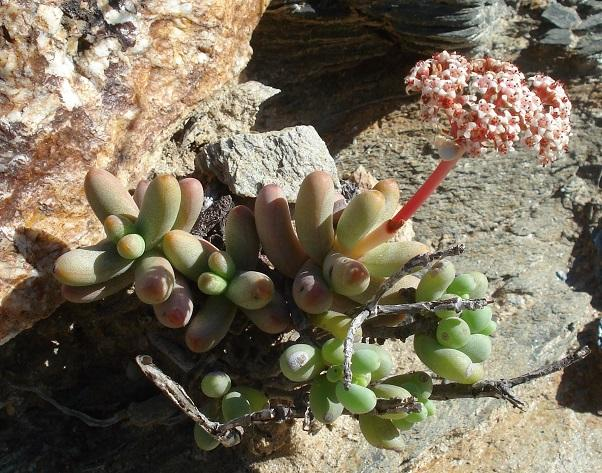
Esemplare di C. brevifolia subsp. psammophyla.

È una pianta di dimensioni più contenute, raggiungendo i 20 cm d'altezza, e meno ramificata. Le foglie sono diritte, disposte ad angolo retto rispetto allo stelo, glabre e di un colore da verde scuro a, più frequentemente, bruno-rossastro. L'infiorescenza a tirso presenta una sommità quasi piatta, sorretta da un peduncolo che si sviluppa ben al di sopra delle foglie e con brattee di maggiori dimensioni e più appuntite. La fioritura avviene in genere tra aprile e giugno ed i fiori saranno di colore bianco, sfumato di rosa.
È diffusa in un areale ben più ristretto nella sola Provincia del Capo Settentrionale, ridotto ad una EOO (Extent Of Occurance) di 560 km2, delimitato dalla fascia costiera tra Grootmis e il fiume Orange, al confine con la Namibia. Le piante di questa sottospecie sono suddivise tra 6-8 popolazioni, tutte attualmente minacciate a causa dello sfruttamento dell'area per l'estrazione della sabbia e la pratica di allevamento intensivo.
A parte che per le infiorescenze, C. brevifolia subsp. psammophila può essere facilmente scambiata per Crassula herrei o anche per la forma glabra di Crassula grisea. Unica differenza con queste altre specie è per l'apice fogliare arrotondato, oltre che per un colore bruno opaco che rassomiglia molto a Crassula macowaniana.

### Varietà
Benché non siano classificate come vere e proprie varietà, tra le diverse popolazioni di C. brevifolia si possono riscontrare alcune differenze morfologiche.
Le popolazioni che si trovano a sud di Springbok hanno una colorazione verde più intensa e, con l'esposizione ai raggi solari, tendono a diventare rossastre o violacee come gli esemplari di Crassula rupestris (soprattutto per quanto riguarda la subsp. marnieriana).
Le popolazioni diffuse invece tra le montagne intorno a Steinkopf presentano caratteristiche più variegate: oltre agli esemplari che rassomigliano a C. rupestris se ne può trovare un'altra varietà dalle foglie grigio-verdi, con sfumature gialle o, più di rado, arancioni. La forma a foglie giallastre è inoltre l'unica che si trova nella parte più settentrionale dell'areale di C. brevifolia, in territorio namibiano.
Infine più rare sono le popolazioni di C. brevifolia a fiore bianco, presenti soltanto nell'area tra Gifberg e Strandfontein, anche se molto meno diffuse. Gli esemplari con fiore color crema o verde giallastro sono invece diffusi nell'area nota come Knersvlakte.

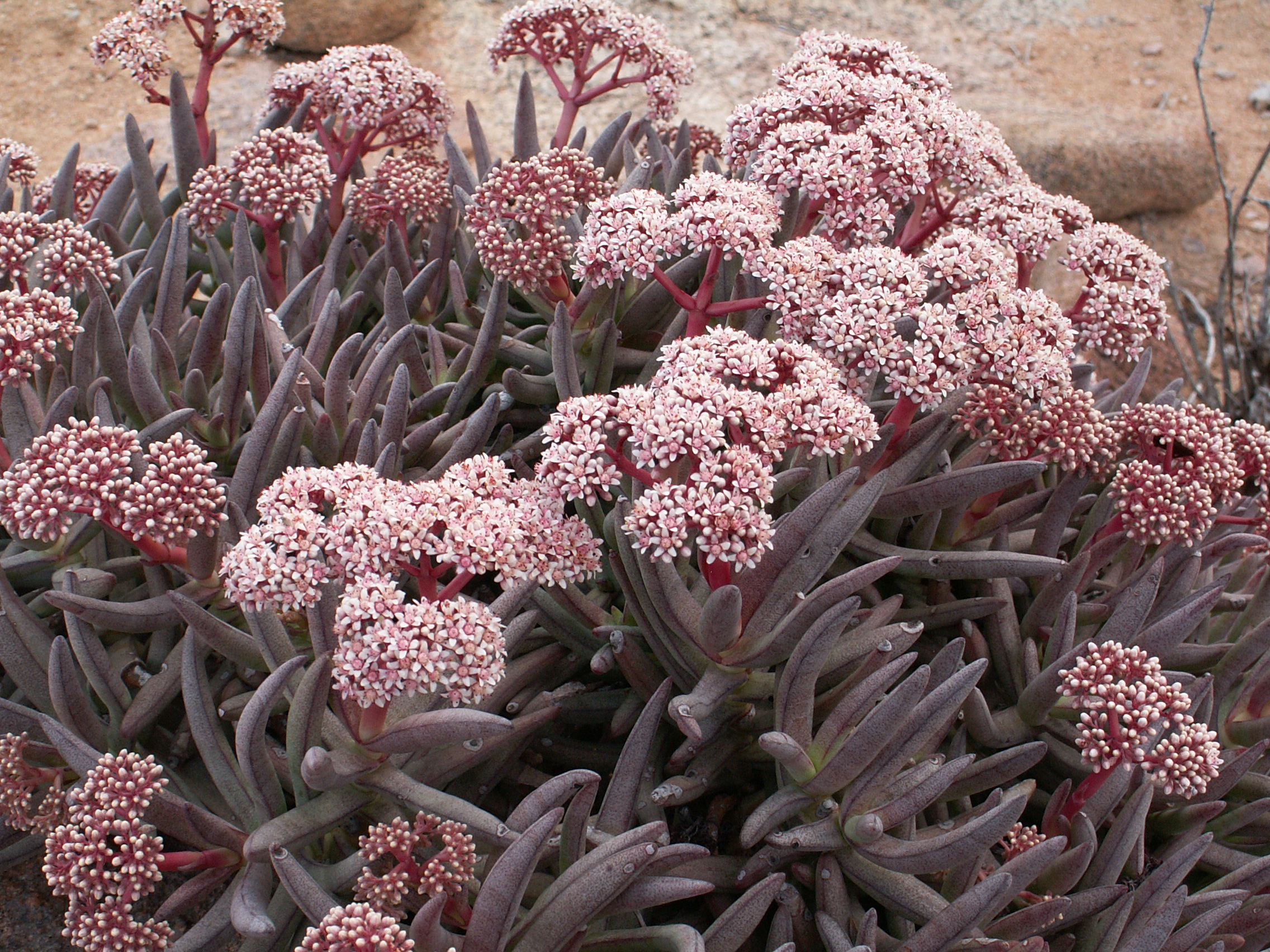
C. macowaniana.

### Specie simili
Vi è una forte somiglianza tra gli esemplari di Crassula macowaniana e quelli di C. brevifolia, anche se differiscono per alcuni aspetti: difatti il fusto di C. macowaniana può crescere fino a 2 cm di diametro e anche le foglie possono raggiungere dimensioni maggiori. Date invece due piante giovani la più evidente differenza tra di queste è nei sepali: quelli di C. brevifolia avranno un apice smussato ma appuntito mentre, in C. macowaniana, il profilo sarà quasi semicircolare
Inoltre le forme di C. brevifolia a fiore bianco sono facilmente confondibili con C. rupestris subsp. commutata: quest'ultima è però caratterizzata da foglie di dimensioni minori, non più lunghe di 1 cm, disposte ad angolo retto e con margine netto. È anche presente, negli esemplari di C. rupestris subsp. commutata un paio di brattee aggiuntivo ad un'altezza intermedia tra le foglie e le brattee portate invece sul peduncolo dell'infiorescenza.

## Coltivazione
In genere le Crassula richiedono un terreno povero di componente organica e ricco di minerali, ben drenante in modo da evitare i ristagni idrici che potrebbero uccidere la pianta. Annaffiare solo a terreno ben secco e in misura maggiore durante il periodo di crescita della pianta in primavera ed autunno.
È una pianta originaria di aree incluse nelle USDA Hardiness Zones da 9b a 11b, pertanto non dovrebbe essere esposta a temperature inferiori a 10 °C e comunque mai al di sotto dei -3,9 °C. Preferisce difatti una posizione soleggiata.

## Galleria d'immagini

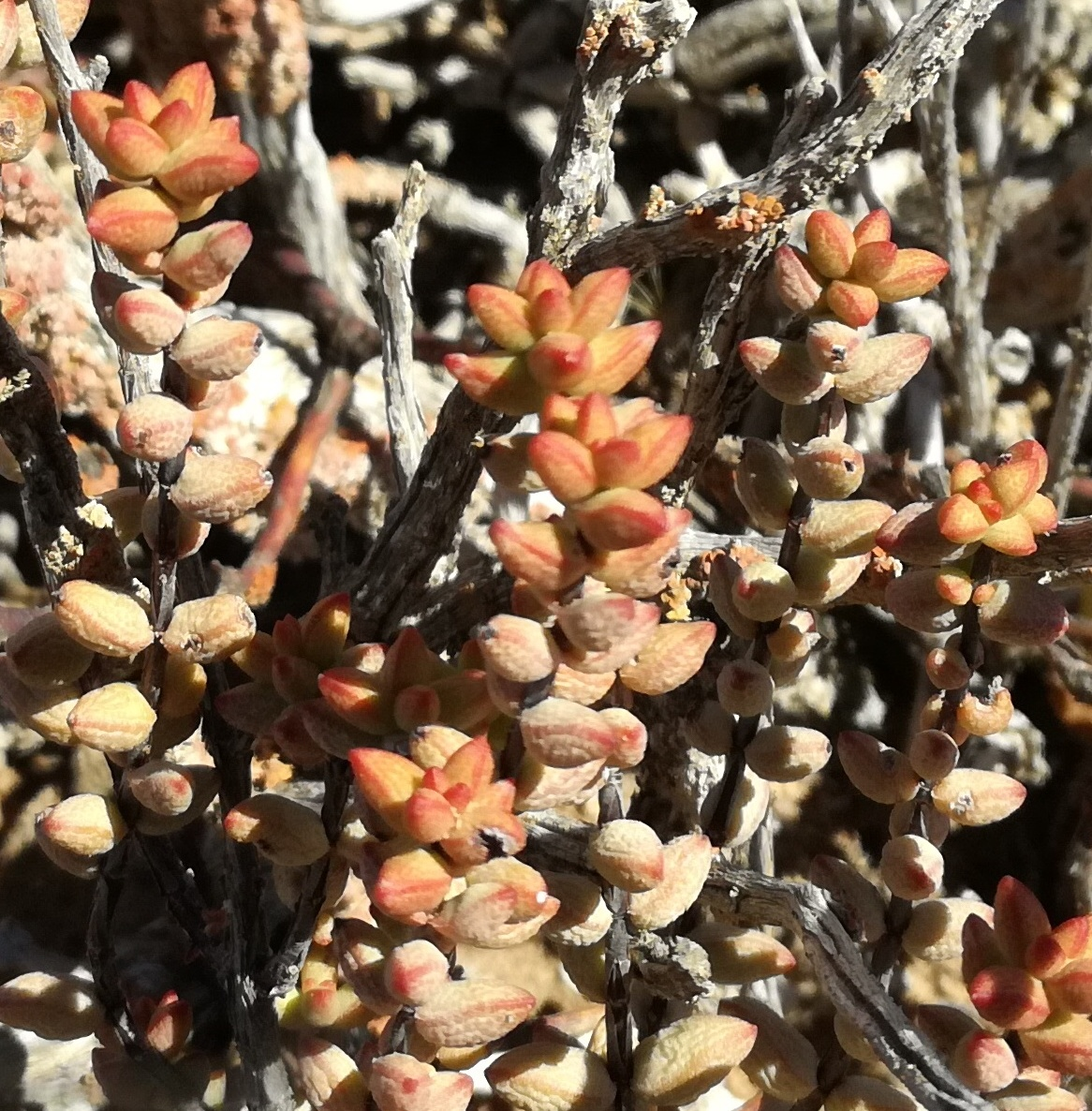
Esemplari di C. brevifolia in habitat.
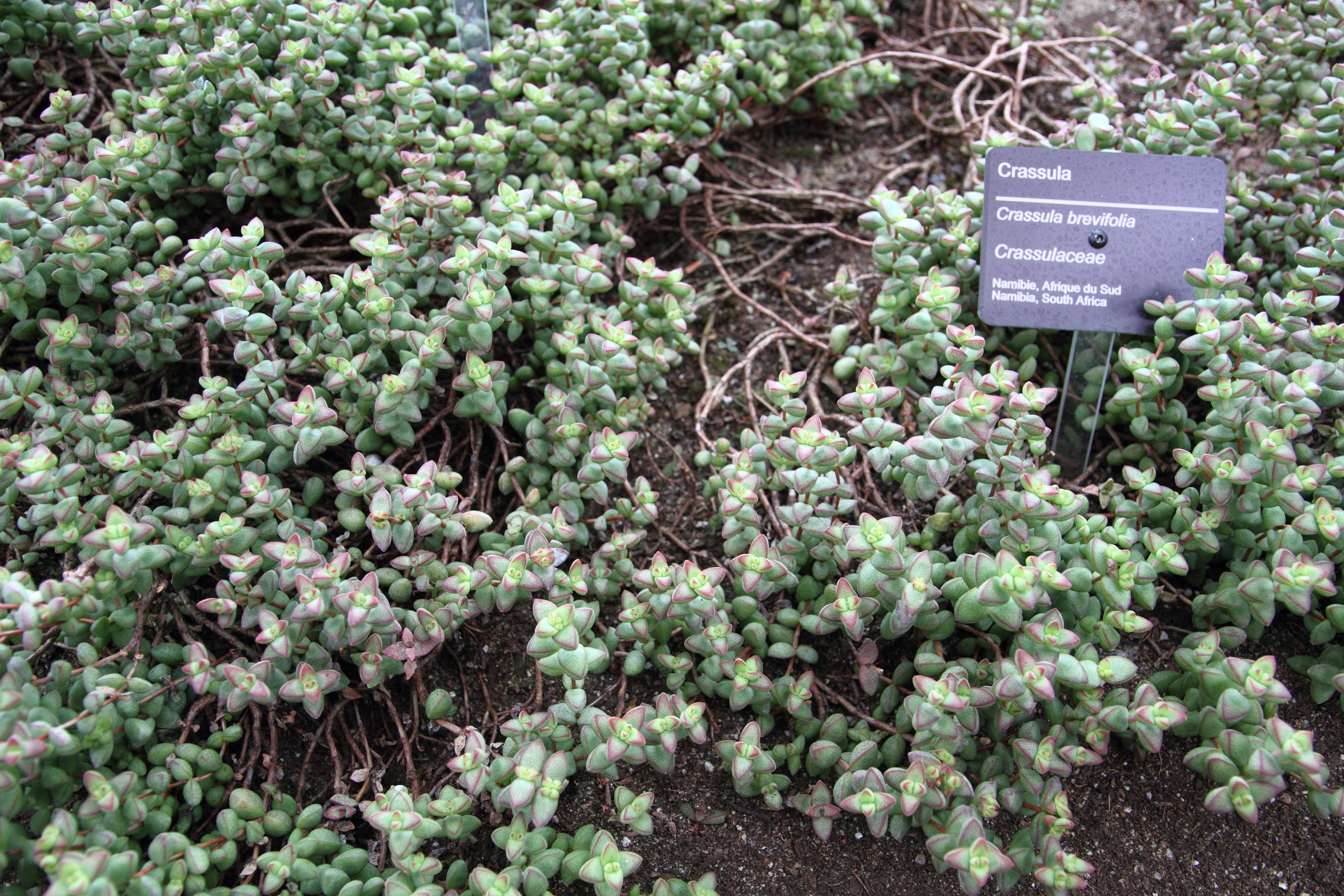
Esemplari di C. brevifolia al Giardino botanico di Montreal. Notare la bordatura violacea caratteristica di C. rupestris.
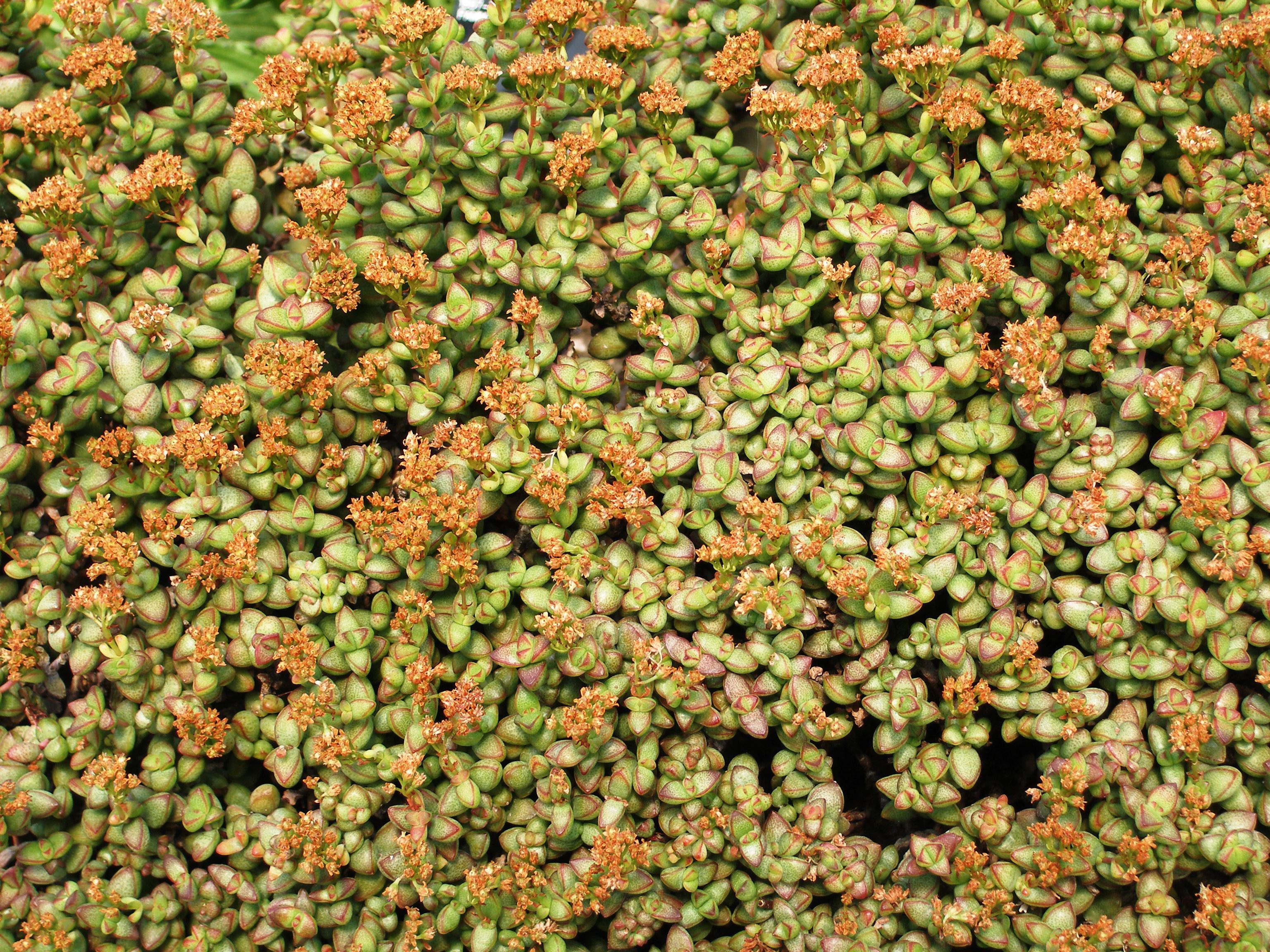
Fitta colonia di C. brevifolia ai Kew gardens.
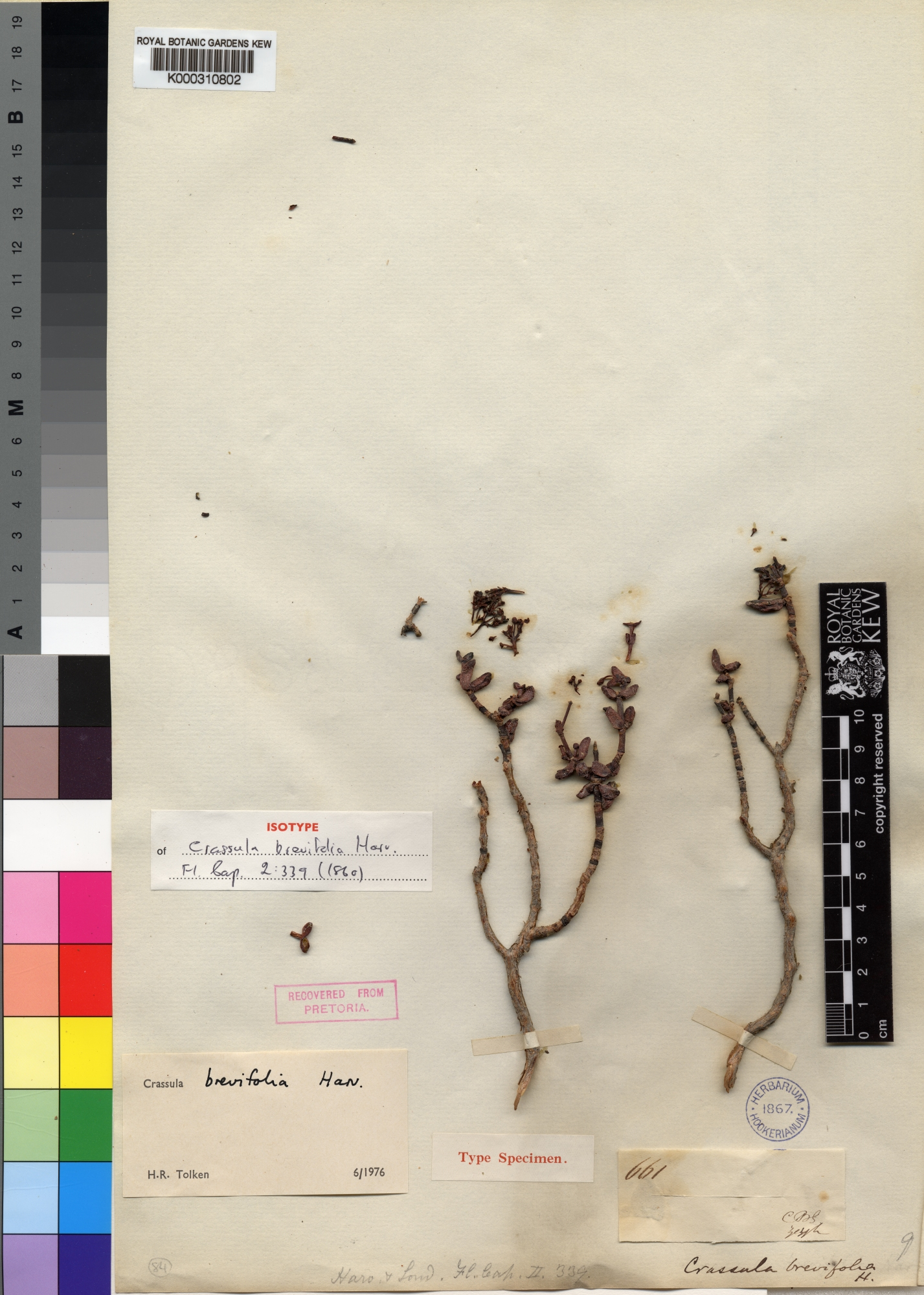
Isotipo di C. brevifolia di proprietà dei Kew gardens.